# スタノゾロール
スタノゾロール (Stanozolol) は、ジヒドロテストステロン由来のアナボリックステロイドである。ウィンストロール（経口）やウィンストロール・デポ（筋肉）の名称で商業的に販売されている。1962年にアメリカ食品医薬品局（FDA）に認可された。

## 概要
アナボリックステロイドの中では比較的副作用が少ないために、ボディビルダーやスポーツ選手に一般的に使用されている。体重を維持しながら脂肪を取り除く事が可能である。
50mg/mLの注射または5mgの錠剤が一般的であった。しかし、最近では100mg/mLのバージョンが利用出来るようになった。5～10mgの経口投与してから10日以内で尿中に排出する事が可能である。
1988年のソウルオリンピックの男子100m決勝で当時の世界新記録を樹立して優勝したベン・ジョンソンが、それまで検出が困難とされていたスタノゾロールに陽性反応を示し、金メダルを剥奪された。
21世紀に入り、MLBのラファエル・パルメイロ、バリー・ボンズ、ロジャー・クレメンスなどの大物選手の使用疑惑が次々と浮上した。
2019年、当時オリックス・バファローズに在籍していたジョーイ・メネセスが2019年4月に受けた日本野球機構（NPB）のドーピング検査で、NPBが筋肉増強作用があるとして禁止薬物に指定しているスタノゾロールに陽性反応を示したことが6月27日に判明、同日から2020年6月26日まで1年間の公式戦出場停止処分が出されたため、同日付でオリックス球団との契約を解除されるとともに、NPBから自由契約選手として公示された。